# 가메이도스이진역
가메이도스이진역(일본어: 亀戸水神駅, かめいどすいじんえき)은 일본 도쿄도 고토구에 있는 도부 철도 가메이도 선 역이다. 역 번호는 TS 43이다. 고토 구의 최북단 역이다.

## 역사
- 1928년 4월 15일: 영업 개시. 현재 위치보다 남서쪽에 있었다.
- 1946년 12월 5일: 인접한 기타주켄 역(현, 폐역)과 당역을 통합하여 두 역의 중간 지점(현위치)으로 이전.

## 역 구조
상대식 승강장 2면 2선의 지상역이다. 역사는 가메이도 방향 승강장의 히가시아즈마 방향에 있고 각 플랫폼 사이의 연결은 구내 건널목을 경유한다.

### 승강장
| 번호 | 노선                 | 방향 | 행선          |
| ---- | -------------------- | ---- | ------------- |
| 1    | 도부 스카이트리 라인 | 하행 | 히키후네 방면 |
| 2    | 도부 스카이트리 라인 | 상행 | 가메이도 방면 |

## 역 주변
- 도쿄 도립 고토 상업 고등학교
- 가메이도스이진(가메이도스이진 궁) - 가메이도 덴진자(가메이도텐진)는 별개로, 이쪽은 가메이도 역과 근처이다.
- 가메이도 중앙 공원
- 고토 구 가메이도 스포츠 센터
- 고토 가메이도고 우체국

## 인접역
| 도부 철도 가메이도 선        | 도부 철도 가메이도 선 | 도부 철도 가메이도 선            |
| ---------------------------- | --------------------- | -------------------------------- |
| TS 44 가메이도 가메이도 방면 |                       | 히가시아즈마 TS 42 히키후네 방면 |